# Gerard Horenbout

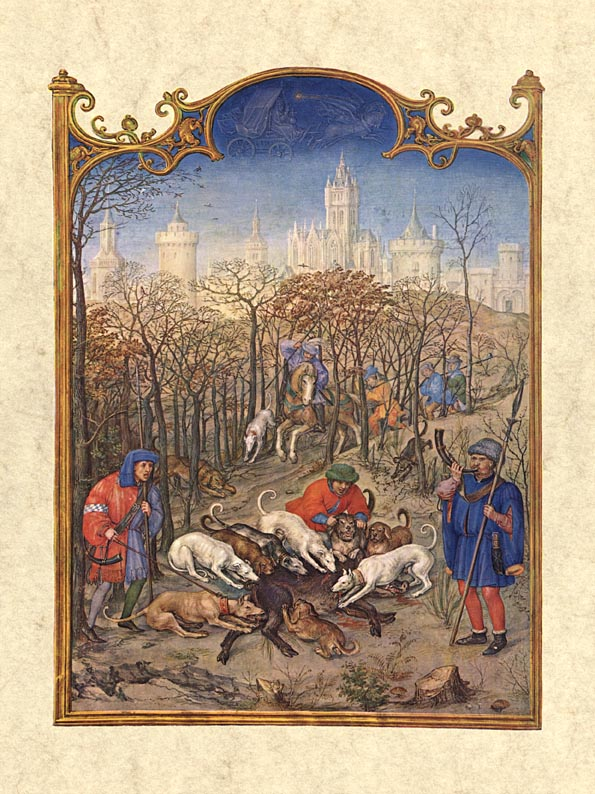
Miniatura del mese di dicembre dal Breviario Grimani, realizzato da Hoernbout assieme ad Alexander e Simon Bening

Gerard Horenbout (1465 circa – 1540 o 1541) è stato un miniaturista e pittore fiammingo. È molto probabile che sia il Maestro di Giacomo IV di Scozia. ed è considerato tra gli esponenti della scuola gantobruggese.

## Biografia
Horenbout visse e lavorò a Gand, ed è conosciuto soprattutto come miniatore, anche se Lodovico Guicciardini in un trattato del 1567 scrive che «Gherardo eccellentifsimo [sic] nell'alluminare» risiedeva a Bruges. La sua attività di pittore però non fu inferiore a quella di miniatore (anche se nessuno dei suoi dipinti è sopravvissuto, a parte forse un paio di ritratti attribuiti al Maestro di Giacomo IV di Scozia), tanto che nei documenti Horenbout viene chiamato più spesso pittore che miniatore. Ha anche realizzato vetrate, arazzi, disegni dei ricami e oggetti in ferro.
Viene menzionato per la prima volta nel 1487, quando entrò nella Corporazione di San Luca, precisamente il 27 agosto. Iniziò la sua attività di miniatore intorno al 1498 e potrebbe aver avuto una bottega piuttosto importante.
Si sposò con Margaret Svanders poco dopo essersi unito alla corporazione ed ebbe sei figli, tra cui gli artisti Lucas e Susanna Hornebolt, che vennero formati dal padre. Entrambi diventarono artisti piuttosto noti e si pensa siano stati determinanti per lo sviluppo dell'arte dei ritratti miniati alla corte inglese. Almeno un altro figlio era un artista; altri due figli si chiamavano Eloy e Joris.
Ebbe almeno due apprendisti, uno nel 1498 e uno nel 1502. Tra il 1508 e il 1509 realizza alcuni cartoni per un arazzo commissionato dalla Confraternita di Santa Barbara per la chiesa di San Farailde.
Tra il 1515 e il 1522 Horenbout lavorò per Margherita d'Asburgo realizzando varie opere tra cui, molto probabilmente, il Libro delle ore degli Sforza, che la regina volle portare a termine dopo che fu lasciato incompleto per trent'anni. Tra l'ottobre 1528 e l'aprile 1531 lavorò per Enrico VIII in Inghilterra, con il quale ebbe forse dei contatti fin dal 1514, quando venne affidata ad un «paynter of gaunt» (pittore di Gand) la realizzazione di un ritratto del sovrano per la vetrata della chiesa di San Nicola di Calais. Albrecht Dürer fece visita a  «maister Gerhart, jlluminist» nel 1520; i due si incontrarono ad Anversa e forse Dürer comprò un manoscritto realizzato dalla figlia di Horenbout, Susannah.
La moglie di Horenbout morì nel 1529 ed egli realizzò la placca di ottone alla sua memoria che si trova nella Chiesa di tutti i Santi a Londra.
Alcuni sostengono che il “Gerarder” o “Garard” citato in alcuni documenti contabili nel 1528–29 a proposito di alcune miniature per il cardinale Thomas Wolsey  sia Hornebout, ma sembra più probabile si tratti dello scrivano William Gerard o Garrard.
Georges Hulin de Loo, Friedrich Winkler e Robert G. Calkins hanno identificato in Horenbout il prolifico Maestro di Giacomo IV di Scozia. Le prove però sono solo indiziarie e si basano soprattutto sul trattato di Marcantonio Michiel Notizia d'opere di disegno nella prima metà del secolo XVI che cita “Girardo da Guand” come coautore del Breviario Grimani assieme ad altri artisti tra cui “Zuan Memling” (Hans Memling) e “Livieno da Anversa” (Lievin van Lathem), che però erano già deceduti quando il manoscritto venne realizzato. Altre prove riguardano la clientela in comune tra il Maestro e Horenbout e la compatibilità tra il periodo di attività e lo stile dei due artisti.
Horenbout morì nel 1540-41.

## Opere
- Miniature del Breviario di Eleonora del Portogallo, 1500 circa
- Mniature del Libro delle ore di Giacomo IV di Scozia, 1502–1503[22]
- Sedici miniature nel Libro delle ore degli Sforza per Margherita d'Asburgo, 1517–1520 (oggi nella British Library)[23]
- Miniature del Breviario Grimani (come Maestro di Giacomo IV di Scozia, attribuzione incerta[8]), prima del 1520[24]
- Ritratto di Lieven Van Pottelsberghe, 1524, Museo di belle arti[25]
- Ritratto di Livina Van Steelant, 1524, Museo delle belle arti (Gand)[26]